# 圣弗朗索瓦-隆尚
圣弗朗索瓦-隆尚（法語：Saint François Longchamp，法語發音：[sɛ̃ fʁɑ̃swa lɔ̃ʃɑ̃]）是法国萨瓦省的一个市镇，属于圣让德莫里耶讷区。该市镇于2017年由原圣弗朗索瓦-隆尚与市镇蒙泰蒙和蒙热拉夫雷合并而成。

## 地理
圣弗朗索瓦-隆尚（45°24'35"N, 6°20'54"E）面积60.68 平方千米，位于法国奥弗涅-罗讷-阿尔卑斯大区萨瓦省，该省份为法国东部省份，历史上为薩伏依的一部分，北起上萨瓦省，西接伊泽尔省和安省，南部和东部与上阿尔卑斯省和意大利接壤。
圣弗朗索瓦-隆尚的时区为UTC+01:00、UTC+02:00（夏令时）。

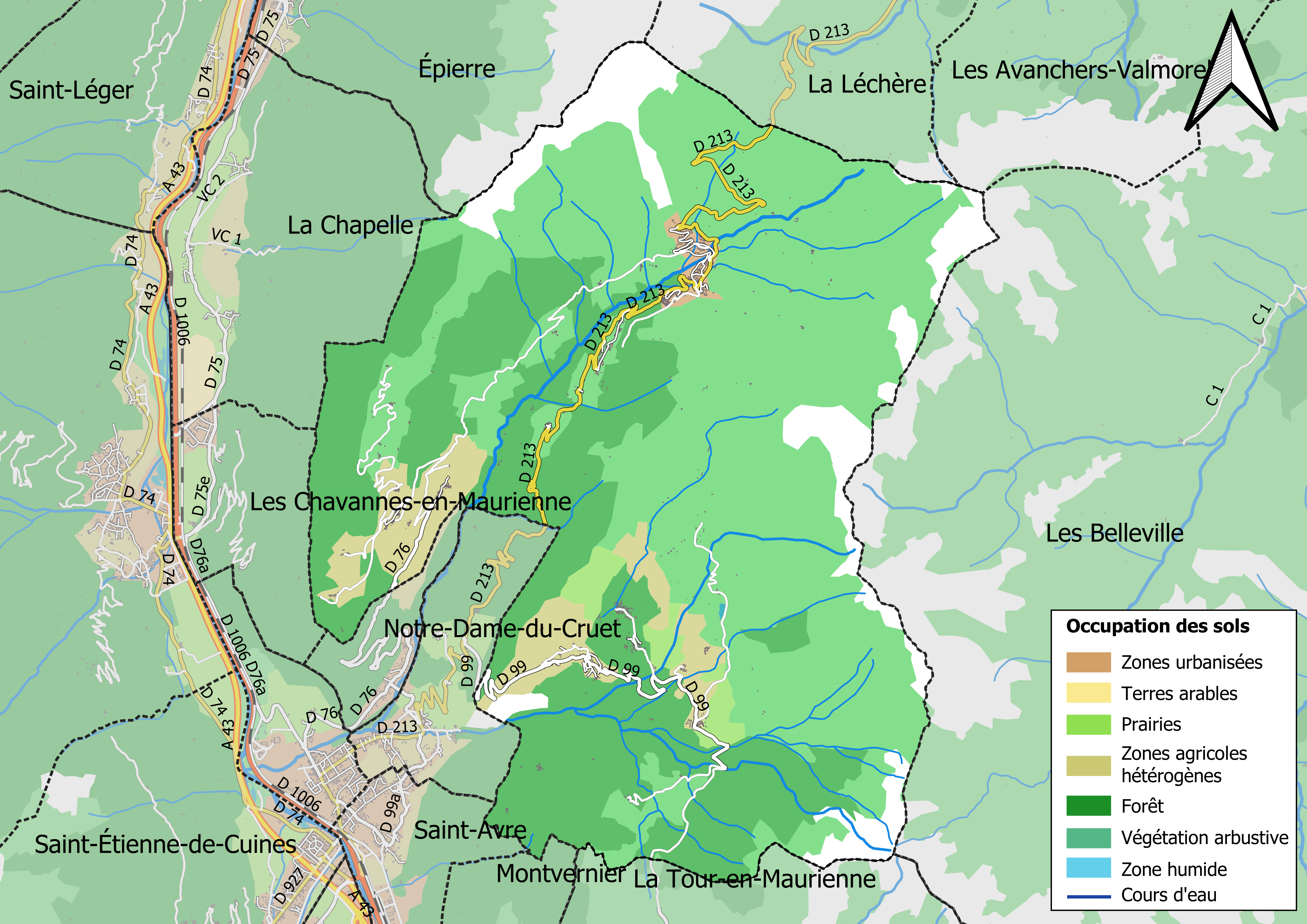
圣弗朗索瓦-隆尚的OSM定位图

## 行政
圣弗朗索瓦-隆尚的邮政编码为73130，INSEE市镇编码为73235。

## 政治
圣弗朗索瓦-隆尚所属的省级选区为圣让德莫里耶讷县。

## 人口

1962-2008年间圣弗朗索瓦-隆尚人口变化图示

圣弗朗索瓦-隆尚于2022年1月1日时的人口数量为487人。